# Dialogo di civiltà
Il concetto di Dialogo di Civiltà (o di Dialogo tra Culture) si è espresso nel contesto di un dibattito culturale iniziato almeno a partire dal 1977 in occasione dell'omonimo simposio internazionale promosso dal filosofo persiano Daryush Shayegan, che ne può esserne considerato l'iniziatore. Il concetto è stato fatto proprio e sviluppato da Mohammad Khatami, presidente dell'Iran tra il 1997 e il 2005, in risposta alla diffusione, dopo gli attentati dell'11 settembre 2001, di teorie che sostenevano inevitabile lo Scontro di civiltà, una teorizzazione, quest'ultima, che si muoveva sull'onda del successo del libro del 1996 in cui lo scienziato politico statunitense Samuel P. Huntington espone l'omonima teoria. Il concetto ha guadagnato visibilità globale nel 2001, che fu dichiarato dalle Nazioni Unite l'anno internazionale del Dialogo tra le Civiltà. Il Patriarca di Venezia Angelo Scola ha teorizzato, a sua volta, il concetto di "meticciato di civiltà".

## Lo scontro delle Civiltà
In sintesi Huntington sostiene che le identità culturali e religiose saranno la fonte primaria di conflitto nel mondo post-Guerra fredda. La teoria era stata originariamente formulata in un articolo del 1993 su Foreign Affairs, dal titolo "The Clash of Civilizations?", in reazione al libro del 1992 di Francis Fukuyama, The End of History and the Last Man. Contrariamente a quel che spesso si crede, l'espressione "scontro delle civiltà" non è stata coniata da Huntington, ma sembra essere apparsa per la prima volta in un articolo di Bernard Lewis, comparso nel 1991 su The Atlantic Monthly intitolato The Roots of Muslim Rage. 
Le teorie di Huntignton furono criticate da coloro i quali, come la rivista Le monde diplomatique, temevano potessero piegarsi ad una strumentale legittimazione della politica estera degli Stati Uniti nel mondo arabo.

## L'UNESCO e il Dialogo tra le Culture e le Civiltà
Un movimento interno alle Nazioni Unite in favore di un dialogo tra le diverse culture (che poi è la missione originaria dell'UNESCO), iniziò già nella metà degli anni novanta. L'idea è che i conflitti non sono inevitabili e che sia necessaria una nuova etica nelle relazioni internazionali. L'iniziativa fu quindi fatta propria da Khatami nel 1999 che guidava allora una politica di riconciliazione dell'Iran con l'Occidente a venti anni di distanza dalla Rivoluzione iraniana e questo gli diede una grande visibilità internazionale. Il Segretario Generale delle Nazioni Unite nominò un suo Rappresentante Personale per il Dialogo delle Culture e delle Civiltà nella persona dell'Italiano Giandomenico Picco e l'Assemblea Generale delle Nazioni Unite proclamò il 2001 Anno internazionale del Dialogo di Civiltà. Concetto si è poi evoluto per iniziativa del Primo ministro spagnolo José Zapatero e del Presidente della Turchia Recep Tayyip Erdoğan nell'Alliance of Civilizations (Alleanza delle Civiltà) celebrata nella 59ª sessione dell'Assemblea Generale dell'ONU, tenutasi nel 2005.